# Michał Kochanowicz
Michaś Kachanowicz, ps. M.K-ć, biał. Міхаіл Сілуянавіч Кахановіч, Michaił Siłujanawicz Kachanowicz, Michaś Kachanawicz (ur. 27 września 1882 w Wielkich Łukach, zm. 17 maja 1934 w Mińsku), białoruski działacz narodowy, publicysta i pedagog, poseł na Sejm II RP.
W 1910 roku ukończył historię i filozofię na Uniwersytecie w Charkowie, po powrocie na Litwę wykładał historię w wileńskich gimnazjach. 
W 1915 roku przeniósł się na wschodnią Białoruś, gdzie sprawował mandat radnego Mohylewa oraz pracował jako wykładowca w lokalnym gimnazjum. W 1917 roku został redaktorem naczelnym "Mogilewskich Izwiestii", po rewolucji lutowej był przewodniczącym Białoruskiego Komitetu Narodowego w Mohylewie. 
Od 1918 roku przebywał w Wilnie, gdzie związał się z białoruskimi organizacjami kulturalnymi i narodowymi. Pracował jako nauczyciel, w wolnym czasie zajmował się polityką. Został pierwszym dyrektorem gimnazjum białoruskiego w Wilnie (1919–22). Zajmował się publicystyką pisując m.in. do "Biełaruskiej krynicy" i "Biełaruskich wiedamości".  
Piastował mandat posła na sejm I kadencji, wybrany z okręgu Nowogródek, lista Bloku Mniejszości Narodowych. Związany był z frakcją radykalnie lewicową białoruskiego ruchu narodowego. W 1925 roku zrzekł się funkcji posła i wyjechał do ZSRR, gdzie pracował jako redaktor w gazetach "Sawieckaja Biełaruś" i "Sawieckaje budaunictwa". 
W sierpniu 1933 roku NKWD aresztowało go w Mińsku pod zarzutami szerzenia białoruskiego nacjonalizmu, a w styczniu 1934 roku skazano na karę śmierci przez rozstrzelanie. Wyrok wykonano w maju tego samego roku.

## Twórczość
- "Памяці Івана Луцкевіча. У першыя ўгодкі сьмерці яго" (Wilno 1920, autor jednego z artykułów wspomnieniowych).